# Thomas Madsen-Mygdal

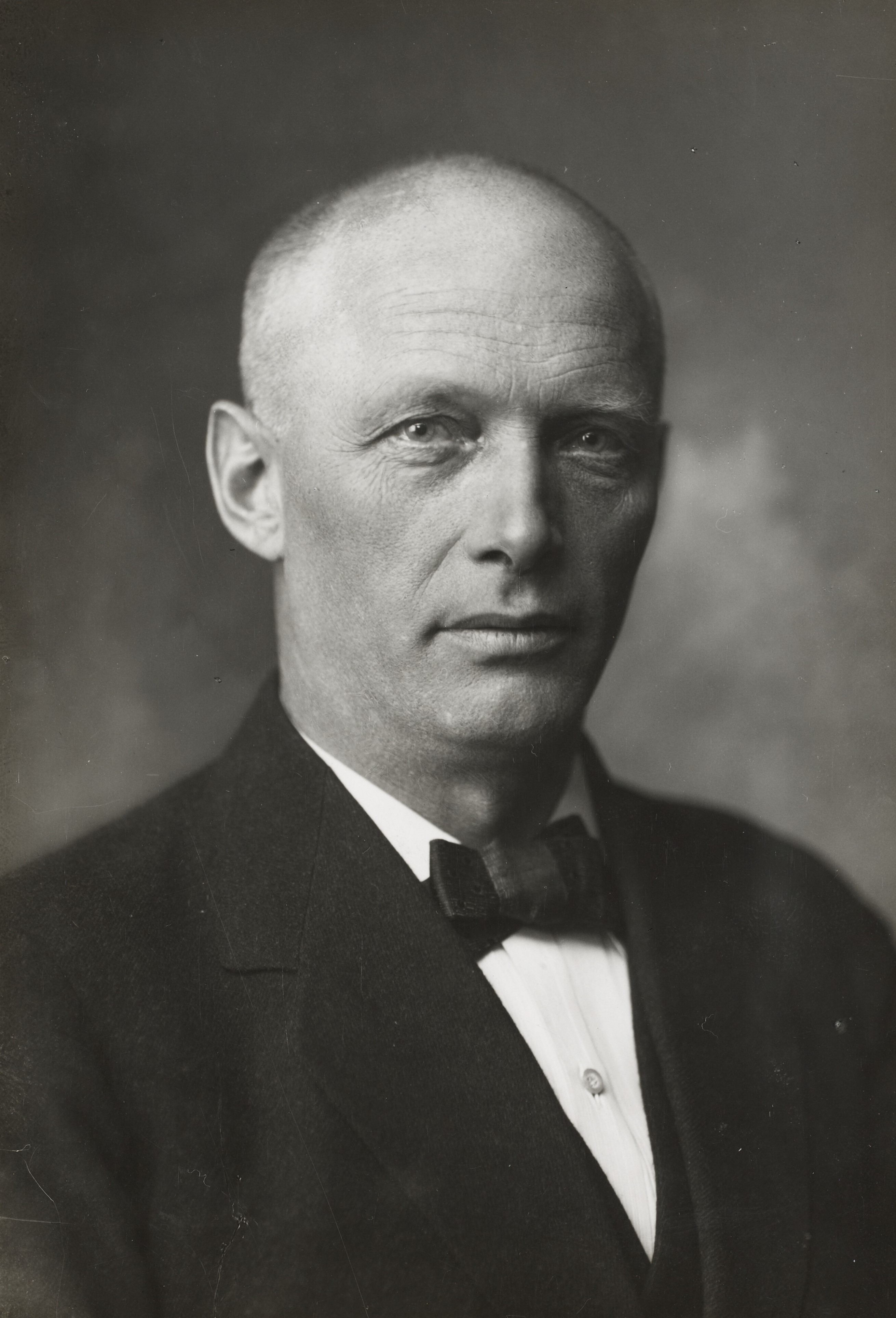
Thomas Madsen-Mygdal

Thomas Madsen-Mygdal (* 24. Dezember 1876 in Mygdal; † 23. Februar 1943 in Kopenhagen) war ein dänischer Politiker und von 1926 bis 1929 dänischer Ministerpräsident.

## Familie und berufliche Laufbahn
Der Sohn eines Landwirts und radikalen Politikers war neben seiner Tätigkeit als Landwirt als Lehrer und von 1908 bis 1920 als Rektor der Landwirtschaftsschule von Odense tätig.
1920 wurde er Vorsitzender des auf seine Initiative hin gegründeten Landwirtschaftsrates.

## Politische Laufbahn

### Parteivorsitzender der Venstre
Madsen-Myrgdal begann seine politische Laufbahn als Vertreter der Sozialliberalen Partei (Det Radikale Venstre), wechselte aber nach dem Ersten Weltkrieg zur Liberalen Partei (Venstre).
Von 1929 bis 1941 war er Vorsitzender (Partiformænd) der Venstre. Nachfolger als Vorsitzender wurde Knud Kristensen.

### Minister und Premierminister von 1926 bis 1929
Am 5. Mai 1920 berief ihn Premierminister Niels Neergaard zum Landwirtschaftsminister in sein Kabinett. Dieses Amt behielt er bis zum Ende von Neergaards Amtszeit am 23. April 1924.
Am 14. Dezember 1926 wurde er nach der Niederlage der Sozialdemokratischen Partei (Socialdemokraterne) bei den Wahlen zum Parlament (Folketing) von König Christian X. als Nachfolger von Thorvald Stauning zum Premierminister (Statsminister) ernannt. Zugleich übernahm er wieder das Amt des Landwirtschaftsministers.
Am 11. September 1928 wurde die Universität Århus auf private Initiative unter dem Namen Universitetsundervisningen i Jylland (Universitätsausbildung in Jütland) gegründet – als erste Universität auf dem dänischen Festland. Davor hatten Schulabgänger in Jütland nur die Wahl, zum Studieren nach Kopenhagen oder über die Grenze nach Deutschland zu gehen.
Anfangs konnte er dabei auf die Unterstützung der Konservativen Volkspartei (Det Konservative Folkeparti) zählen. Diese wurde ihm jedoch 1929 entzogen, nachdem die Konservativen mit dem Verteidigungsetat nicht einverstanden waren. Aufgrund des Entzugs der Unterstützung waren Neuwahlen erforderlich, die einen Wahlsieg der Sozialdemokratischen Partei von Stauning und der Sozialliberalen Partei (Radikale Venstre) von Peter Rochegune Munch brachten.
Am 28. April 1929 übergab er das Amt des Premierministers an Thorvald Stauning.

## Auszeichnungen
- 1919: Ritterkreuz des Dannebrogordens[1]
- 1920: Komtur II. Klasse des Dannebrogordens[1]
- 1929: Großkreuz des Dannebrogordens[1]